# رستم و اسفندیار

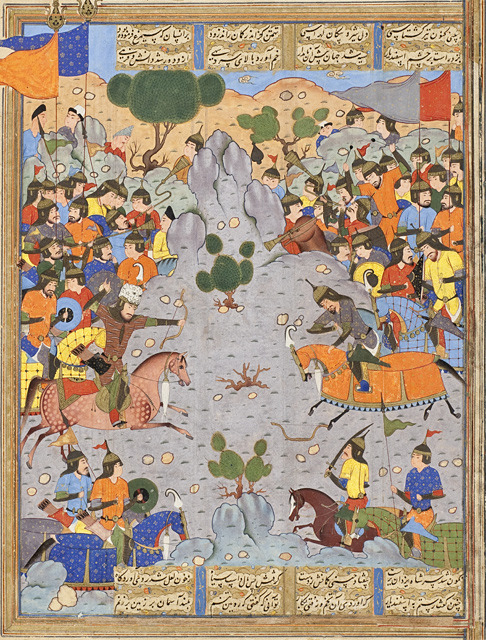

نبرد رستم و اسفندیار یکی از داستان‌های حماسی ایرانی است که در کتاب‌هایی مانند شاهنامه فردوسی و گشتاسپ‌نامه دقیقی بدان پرداخته شده است. این داستان از طولانی‌ترین بخش‌های شاهنامه و به لحاظ ادبی یکی از برجسته‌ترین بخش‌های آن است. داستان که روایت‌گر رزم میان اسفندیار، شاهزاده کیانی و رستم، پهلوان زابل است، یکی از بخش‌های تراژیک شاهنامه بوده و به توصیف خود فردوسی، بلبلان به سبب مرگ اسفندیار ناله سر می‌دادند.
این داستان باید روایت قهرمانی یک رویداد تاریخی باشد، با این حال نمی‌توان نظر قطعی‌ای دربارهٔ آن داد. هر دو قهرمان داستان، ریشه در اسطوره‌های ایران شرقی دارند؛ اسفندیار قهرمان دین زرتشت بود که در نبرد با دشمنان مزدیسنا کشته شد، با این حال رستم قهرمانی بسیار متاخرتر نسبت به اسفندیار است. اسطوره رستم ممکن است زاییده دوران اشکانیان و دلاوری‌های یک سردار ایرانی بوده که رفته رفته به شکل قهرمانی چون رستم درآمده. از آنجایی که در پایان این نبرد و لشکرکشی بهمن به سیستان، دوران حکومت پهلوانان خاندان سام در این منطقه به پایان می‌رسد، می‌توان اینگونه برداشت کرد که نبرد رستم و اسفندیار (و اتفاقات پس از آن) به نوعی با نبردهای پادشاهی سورن و شاهنشاهی ساسانی در سیستان، مرتبط است.

## آغاز مذاکره اسفندیار و رستم
دو پهلوان مدعی تاج و تخت کیانی از یک خاندان در مقابل یکدیگر ایستاده‌اند، هر یک نکاتی بر زبان می‌رانند که قابل تأمل است. ویرانی (رویین‌دژ) که اسفندیار قهرمان آن بود بسیار مورد توجه جماعات کشورها گشته حتی تسخیر رویین‌دژ مرکز کشور ترکان‌چین به منزله ترویج آیین مزدیسنا مورد ستایش قرار گرفته است. فتح رویین‌دژ و تغییر قسمت بزرگی از عقاید مردمان بت‌پرست آن سرزمین به کیش زرتشت دستاورد اسفندیار است، اسفندیار بنوعی حکمران جدید ترکان‌چین نیز محسوب می‌شود. اقوام و قبایلی که او بر آنها تسلط یافت ممکن است در تاریخ بخشی از همان سکاها و اسکیت‌های تاریخی باشند.
فعلاً اثری تحت عنوان نبرد رستم و اسفندیار در سایر منابع و مآخذ انعکاس نیافته امّا پیکار دو مدعی تاج و تخت نمی‌تواند از دید منابع دیگر پنهان باشد حتماً عنوان جنگ بگونه‌ای دیگر مذکور افتاده است. همچنین دوئل رستم و اسفندیار، بعد از جنگ رویین‌دژ حادث گشت و ماجرای تقابل بدین مناسبت بود که اسفندیار جوان خواهان سلطنت پدر بود ولی گشتاسپ نیل به این هدف را تسخیر رویین‌دژ و آزاد کردن دخترانش به دست اسفندیار منوط کرد. این مهم انجام شد اسفندیار به پدر یادآور شد که خلف وعده نکند ولی گشتاسپ یک کار نیمه تمام دیگر داشت که واگذاری سلطنت را منوط به اتمام آن کار نیمه، یعنی انقیاد رستم شاه زابل قرار داد.
گشتاسپ با اینکار در حقیقت می‌خواست اراضی زابل را مانند ترکان‌چین به تصرّف درآورد و مرزهای کشورش را بسط دهد، امّا پیشوایان زابل رستم و زال پادشاهی او را به رسمیت نمی‌شناختند و گشتاسپ می‌خواست این موضوع به دست اسفندیار فیصله یابد؛ لذا برای دستگیری یا انقیاد رستم، اسفندیار به فرمان پدر عازم مرز زابل گشت و در کنار رود مرزی هیرمند اردو زد و پسرش بهمن را حامل پیغام و دستور گشتاسپ نمود. فرجام کار منجر به نبردی سخت و نفس‌گیر میان دو پهلوان شد:
| مرا گفت رستم ز بس خواسته    |  | هم از کشور و گنج آراسته     |
| به زاول نشستست و گشتست مست  |  | نگیرد کس از مست چیزی به دست |
| که او را بجز بسته در بارگاه |  | نبیند ازین پس جهاندار شاه   |
| کنون من ز ایران بدین آمدم   |  | نبد شاه دستور تا دم زدم     |

وقتی بهمن پیام اسفندیار را به زابل برد نخست با زال پیر مواجه گشت امّا او را نشناخت و به دستان گفت رستم را کجا می‌تواند بیابد. زال تعارف زد و از او دعوت کرد پیاده شده دمی بیاساید. شرایط برخورد این دو چنین می‌نماید که بهمن به شهر و خیابان نرفته بلکه در ییلاقی به خیمه و سراپرده‌ای نزدیک شده است، لذا سواره جواب داد فرصت برای نشستن ندارد پیغامی را باید به یل سیستان برساند. زال که از البسه گرانقدر سوار فهمید که باید از بزرگان باشد شکارگاه رستم را نشان داد و بهمن عازم محل شد تا با رستم گفتگو کند و جواب را بگیرد، رستم همراه زواره در حال کباب گوری بود که بهمن از بلندی سنگی غلطاند امّا رستم بدون اینکه از کباب گور دست بکشد سنگ را با پنجه پا از خود دور کرد سپس بهمن نزدیک وی شد.
پیام برای رستم ناخوشایند بود. او باید بدون قید و شرط نزد اسفندیار می‌آمد و دستانش را جلو می‌برد تا اسفندیار دستان او را بسته به بلخ برده تا گشتاسّپ راجع به او تصمیم بگیرد آیا بخشیده شود یا مجازات گردد. فرمان گستاخانه بود و رستم که انتظار چنین خبری را نداشت به فکر فرورفت و آینده‌ای خطرناک برای کشور و قبیله‌اش از ذهن گذراند.

## نبرد
در روز اول نبرد رستم تیری به طرف اسفندیار زد ولی به خاطر روئین‌تنی او تیر اثری نکرد و اسفندیار، رستم را زخمی کرد. تا جایی که رستم اگر یکبار دیگر با اسفندیار درگیر می‌شد مرگش حتمی بود. بدن رستم پر از زخم‌های فراوان بود ولی اسفندیار حتی خراشی برنداشته بود. رستم چاره‌ای برای خود نمی‌دید به مشورت با پدر رفت. زال پدر رستم گفت: «فرصتی بده تا اندیشه کنم.» زال تنها راه چاره را کمک از سیمرغ دید. زال هر گاه به مشکل لاینحل در زندگانیش برخورده بود سیمرغ را فرا می‌خواند. زال به بلندای کوهی رفت و پر را به آتش کشید. مدتی نگذشت که آسمان نورانی گشت. بادی عجیب وزید و چمن‌ها و برگ درختان بوته‌ها شروع به رقاصی کردند. زال دستی بر جلوی چشمانش گرفت و نیم نگاهی به آن نور بر فراز سرش می‌کرد. چند قدمی به عقب رفت و به ناگاه سیمرغ پادشاه آسمان ظاهر گشت. زال از سیمرغ طلب کمک کرد. سیمرغ به او گفت: «پسرت در نبرد سختی خود را گرفتار کرده. نبرد با روئین تنان کاریست بس عبث و حماقت محض. اما هنوز روزنهٔ امیدی هست برای پهلوان زابلیان. تمام بدن اسفندیار آسیب‌ناپذیر است تا روز قیامت. چرا که در آب حیات غسل کرده. ولی در هنگام غسل چشمانش را بست. چشمانش مایه مرگش می‌شود. اما چه کسی شهامت نگاه به چشمان قهرمان ایران را دارد؟ چه رسد که به آن تیر بی افکند؟! چارهٔ پسر پهلوانت فقط در چشمان اسفندیار است. بر کوهی برو در آنجا درختیست از تنومندان. چوبی سخت دارد از شاخه‌اش پیکانی بساز دو سر که هر که بر دو چشمش فرورود. پسرت از دورادور بر او شلیک کند هلاکش کند. اما ای زال به تو هشدار می‌دهم نفرینی بر اسفندیار است از مادرش. که هرکس او را بکشد عزیزترین کسانش خواهد مرد.» رستم اخمی بکرد و گفت: «هم‌اکنون عزیزترین کسان من در شرف مرگ است. چاره چیست این خطر را می‌پذیرم.» روز بعد رستم تیری دوطرفه داشت در روز دوم رستم با یک تیر دو چشم اسفندیار را کور کرد و همان تیر باعث مرگ اسفندیار شد.